# رایلن وینز
رایلن وینز (انگلیسی: Rylan Wiens؛ زادهٔ ۲ ژانویهٔ ۲۰۰۲) شیرجه‌رو اهل کانادا است.
وی در مسابقات کشوری و بین‌المللی در مجموع برندهٔ ۳ مدال نقره، ۳ مدال برنز شده است.